# Магдигаджиев, Ахмеднаби Даудович
Ахмеднаби Даудович Магдигаджиев (род. 1 мая 1948, с. Алмак Казбековского района ДАССР, РСФСР, СССР) — советский и российский политический деятель, сотрудник органов внутренних дел. Заслуженный юрист Республики Дагестан. Секретарь Совета Безопасности Республики Дагестан (С сентября 1998 по август 2007 г.г.), полковник милиции. Участник боевых действий.

## Биография
Родился 1 мая 1948 года в селе Алмак Казбековского района Дагестанской АССР. По национальности — аварец.

### Образование и работа
В 1966 году окончил Ленинаульскую среднюю школу.
В 1966 – 1969 годы – токарь на заводах «Дагдизель» и «Тяжёлого машиностроения».
В 1969 – 1971 г.г – проходил срочную военную  службу в Советской Армии.
В 1971 – 1972 годы работал на заводе «Сепараторный» в городе Махачкала.
В 1976 году окончил Высшую школу МВД СССР в городе Горький.
С 1972 по 2003 годы – служба в системе МВД России, в том числе начальником ОБХСС Ленинского района г. Махачкалы, с 1992 по 1997 г.г – начальником Управления по борьбе с организованной преступностью МВД по Республике Дагестан, с 1997 года – заместителем начальника Северо-Кавказского регионального Управления по борьбе с организованной преступностью МВД России и др.
Указом Госсовета РД от 16 сентября 1998 года назначен Секретарём Совета Безопасности Республики Дагестан, где проработал до августа 2007 года.

### Совбез Дагестана и после него
С 1998 по 2007 год — секретарь Совета безопасности Республики Дагестан. В 1999 г. координировал действия силовиков в Ботлихском районе РД во время нападения международных террористов, обеспечивал постоянный контроль за соблюдением общественного порядка на всей территории РД.  На посту секретаря Совбеза РД постоянно вёл переговоры с полевыми командирами, участвовал в мероприятиях по недопущению распространения боевых действий на РД.
С 1998 по 2003 год — на службе МВД России, в действующем резерве. Полковник милиции.
Участник боевых действий, ряда КТО на Северном Кавказе и в Дагестане.
С 2007 по 2011 годы – начальник отдела Национального банка РД.
С 2012 по 2018 годы работала в системе «Дагэнерго» в г. Махачкале.
В настоящее время Член Совета старейшин при Главе Республики Дагестан.
Ныне на пенсии.

### Покушения
Пережил несколько покушений на свою жизнь, взрывали автомобиль, на котором он передвигался с заместителем председателя Правительства Республики Дагестан Амучи Амутиновым.

## Награды и звания
- Орден Почёта
- Орден Дружбы
- Орден «За заслуги перед Республикой Дагестан»
- Медаль «Жукова»
- Медаль «За отличную службу по охране общественного порядка».
- Медали СССР и России.
- Благодарность Президента Российской Федерации.
- Почётный гражданин Цунтинского района РД.
- Почётная грамота ФСБ России